# Lubanie (gromada)
Lubanie – dawna gromada, czyli najmniejsza jednostka podziału terytorialnego Polskiej Rzeczypospolitej Ludowej w latach 1954–1972.
Gromady, z gromadzkimi radami narodowymi (GRN) jako organami władzy najniższego stopnia na wsi, funkcjonowały od reformy reorganizującej administrację wiejską przeprowadzonej jesienią 1954 do momentu ich zniesienia z dniem 1 stycznia 1973, tym samym wypierając organizację gminną w latach 1954–1972.
Gromadę Lubanie z siedzibą GRN w Lubaniu utworzono – jako jedną z 8759 gromad na obszarze Polski – w powiecie aleksandrowskim w woj. bydgoskim, na mocy uchwały nr 24/1 WRN w Bydgoszczy z dnia 5 października 1954. W skład jednostki weszły obszary dotychczasowych gromad Lubanie, Probostwo Dolne, Probostwo Górne, Kawka, Mikanowo, Gąbinek, Kucerz, Barcikowo i Siutkówek oraz miejscowości Włoszyca Żwirownia wieś i Kocia Górka z dotychczasowej gromady Włoszyca ze zniesionej gminy Lubanie w tymże powiecie. Dla gromady ustalono 27 członków gromadzkiej rady narodowej.
31 grudnia 1959 do gromady Lubanie włączono obszar zniesionej gromady Janowice w tymże powiecie.
1 stycznia 1967 z gromady Lubanie włączono wieś Kałęczynek o ogólnej powierzchni 141,58 ha z gromady Bądkowo w tymże powiecie.
Gromada przetrwała do końca 1972 roku, czyli do kolejnej reformy gminnej. 1 stycznia 1973 w powiecie aleksandrowskim reaktywowano gminę Lubanie (od 1999 gmina Lubanie znajduje się w powiecie włocławskim w woj. kujawsko-pomorskim).